# Rövarholmarna
Rövarholmarna är öar i Finland. De ligger i Skärgårdshavet och i kommunen Pargas i landskapet Egentliga Finland, i den sydvästra delen av landet. Öarna ligger omkring 37 kilometer sydväst om Åbo och omkring 180 kilometer väster om Helsingfors. Rövarholmarna ligger 1 meter över havet.
Arean för den av öarna koordinaterna pekar på är 4,1 hektar och dess största längd är 290 meter i öst-västlig riktning. Närmaste större samhälle är Rimito, 17,8 km nordost om Rövarholmarna.